# Markus Albers

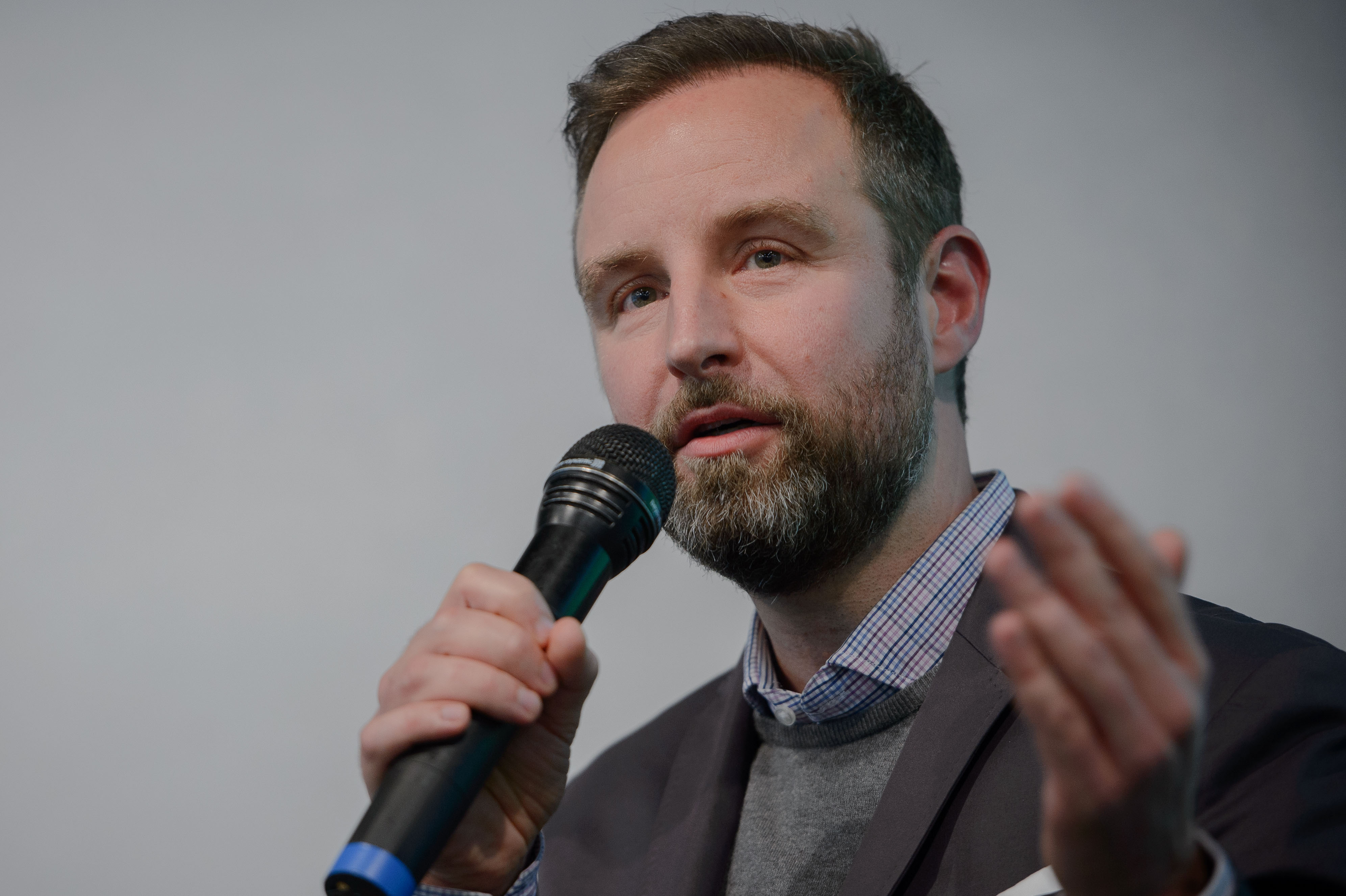
Markus Albers, 2015

Markus Albers (* 1969 in Rheine) ist ein deutscher Journalist, Autor und Unternehmer.
Albers studierte Politologie, Philosophie und Publizistik in Münster und Hamburg. Er arbeitete unter anderem als Redakteur für SZ-Magazin und Welt am Sonntag, als geschäftsführender Redakteur für die inzwischen eingestellte deutschsprachige Ausgabe der Zeitschrift Vanity Fair, als Autor für brand eins und als Berlin-Korrespondent des Magazins Monocle. Er ist zudem Mitgründer und geschäftsführender Gesellschafter der Berliner Kommunikationsagentur Rethink.
Einer breiteren Öffentlichkeit wurde Albers als Autor des Buches Morgen komm’ ich später rein bekannt, in dem er für mehr Freiheit und Flexibilität in der Arbeitswelt eintritt. Seine Bücher Meconomy, Rethinking Luxury und Digitale Erschöpfung wurden ebenfalls in deutschen und internationalen Medien besprochen sowie in fünf Sprachen übersetzt.

## Veröffentlichungen
- Morgen komm’ ich später rein. Für mehr Freiheit in der Festanstellung. Campus Verlag, Frankfurt am Main 2008, ISBN 978-3-593-38652-2.
- Meconomy. Wie wir in Zukunft leben und arbeiten werden – und warum wir uns jetzt neu erfinden müssen. Epubli, Berlin 2010, ISBN 978-3-86931-382-5.
- mit Martin Wittig, Fabian Sommerrock und Philip Beil: Rethinking Luxury: How to Market Exclusive Products and Services in an Ever-Changing Environment. LID Publishing, London 2014, ISBN 978-1-907794-56-8.
- Digitale Erschöpfung. Wie wir die Kontrolle über unser Leben wiedergewinnen. Hanser Verlag, München 2017, ISBN 978-3-446-25662-0.
- Die Optimierungslüge. Warum wir keine Zeit mehr haben, unsere Arbeit zu machen. brand eins books, Hamburg 2025, ISBN 978-3-98928-030-4.